# Hospital e Maternidade Celso Pierro

O Hospital PUC - Campinas (antigo HMCP) é um hospital-escola pertencente à Pontifícia Universidade Católica de Campinas e administrado pela SCEI (Sociedade Campineira de Educação e Instrução), mantenedora da  PUC-Campinas.
Localiza-se em Campinas, na Avenida John Boyd Dunlop, s/n (bairro Jardim Ipaussurama), no Campus II da PUC-Campinas.

## História
O projeto inicial do HMCP foi feito pelo médico Celso Pierro, que planejava construir um hospital que seria chamado de "Cidade da Saúde". As obras tiveram início em 1973, mas foram paralisadas pouco tempo depois com a morte de seu idealizador. O terreno, de 400 mil metros quadrados, foi doado pela viúva de Pierro à Pontifícia Universidade Católica de Campinas, que deu continuidade a obra e, através da compra de terrenos próximos, instalou ali seus cursos da área de saúde. O nome do hospital foi dado em homenagem ao seu falecido idealizador como pedido da família deste.
Com a ampliação da área construída, as futuras instalações do hospital passaram a compreender 25 mil metros quadrados. Nesta época, a Faculdade de Medicina da PUC-Campinas contava apenas com o hospital Santo Antônio, em Campinas, para realizar suas atividades acadêmicas.
Em 1978 o Hospital e Maternidade Celso Pierro iniciou suas atividades, contando inicialmente com 150 leitos. Em julho de 1979 o HMCP confirmou sua característica de hospital terciário com a realização da primeira cirurgia (comandada por Hélio de Oliveira Santos) em suas instalações.
Em 2009, o hospital comemorou seus 30 anos de existência com uma área construída de 28 mil metros quadrados e o número de leitos ampliado para 353.

## Dados
Dos 353 leitos existentes atualmente no HMCP, 243 são destinados ao Sistema Único de Saúde (SUS) e 100 a convênios e atendimentos particulares. Mensalmente, são realizados mais de 40 mil atendimentos e, anualmente, são feitos mais de 1 milhão de procedimentos somando-se consultas (280 mil), atendimentos de urgência (244 mil), internações, cirurgias (15,6 mil) e exames. O hospital, que conta com um importante complexo de pronto-socorros 24 horas adulto, infantil, ortopédico e obstétrico, é considerado referência regional em áreas diversas, como cardiologia, neurologia, neonatologia, ortopedia, cirurgia plástica, atendimento domiciliar, nutrição e nefrologia.
O HMCP atende principalmente os moradores das regiões Noroeste e Sudoeste de Campinas, que juntas possuem 400 mil habitantes. Devido ao alto número de atendimentos, circulam aproximadamente 5 mil pessoas diariamente pelo hospital, que conta com 2 mil funcionários. Há atendimentos em 34 especialidades médicas, além de outras áreas da saúde (como Fisioterapia, Odontologia, Radiologia Odontológica, Fonoaudiologia, Psicologia e Terapia Ocupacional). Há bolsas para Residência Médica (146 no total) em 33 destas especialidades.
No hospital também são realizadas atividades acadêmicas das dez faculdades que compõem o CCV (Centro de Ciências da Vida) da PUC-Campinas: Medicina, Ciências Farmacêuticas, Ciências Biológicas, Enfermagem, Fisioterapia, Fonoaudiologia, Nutrição, Odontologia, Psicologia e Terapia Ocupacional.

## Residência Médica
Atualmente o Hospital da PUC - Campinas oferece 33 habilitações em residência médica, todas reconhecidas pelo MEC e com número de vagas variável por ano. Além da residência multiprofissional

### Áreas Básicas e de Acesso Direto
- Anestesiologia
- Cirurgia Geral
- Clínica Médica
- Dermatologia
- Infectologia
- Medicina da Família e Comunidade
- Neurocirurgia
- Neurologia
- Obstetrícia e Ginecologia
- Oftalmologia
- Ortopedia e Traumatologia
- Otorrinolaringologia
- Patologia
- Pediatria
- Psiquiatria
- Radiologia e Diagnóstico Por Imagem

### Áreas com pré-requisito de 2 anos em Clínica Médica
- Cardiologia
- Endocrinologia
- Nefrologia
- Oncologia Clínica
- Reumatologia

### Áreas com pré-requisito de 2 anos em Cirurgia Geral
- Cirurgia de Cabeça e Pescoço
- Cirurgia Pediátrica
- Cirurgia Plástica
- Cirurgia Vascular
- Coloproctologia
- Urologia
- Terceiro ano opcional em Cirurgia Geral

### Áreas com pré-requisito de 2 anos em Pediatria
- Medicina Intensiva Neonatal
- Medicina Intensiva Pediátrica
- Nefrologia Infantil

### Áreas com pré-requisito de 3 anos em Psiquiatria
- Psiquiatria da Infância e da Adolescência

### Áreas com pré-requisito de 2 anos em Ortopedia/Traumatologia ou Cirurgia Plástica
- Cirurgia da Mão

### Áreas com pré-requisito de 2 anos em Anestesiologia, Clínica Médica ou Cirurgia Geral
- Medicina Intensiva Adulto